# Đường Âm
Đường Âm là một xã thuộc huyện Bắc Mê, tỉnh Hà Giang, Việt Nam.

## Địa lý
Xã Đường Âm có vị trí địa lý:
- Phía đông giáp tỉnh Cao Bằng
- Phía tây giáp xã Đường Hồng và xã Yên Cường
- Phía nam giáp tỉnh Tuyên Quang
- Phía bắc giáp tỉnh Cao Bằng và xã Phú Nam.

Xã Đường Âm có diện tích 48,29 km², dân số năm 2019 là 3.905 người, mật độ dân số đạt 81 người/km².

## Hành chính
Xã Đường Âm được chia thành 9 thôn, bản: Nà Nhùng, Đoàn Kết, Bản Loòng, Pom Cút, Nà Thẩng, Nà Tóoc, Pắc Nè, Nà Phiêng, Độc Lập.

## Lịch sử
Ngày 18 tháng 11 năm 1983, Hội đồng Bộ trưởng ban hành Quyết định số 136-HĐBT về việc thành lập huyện Bắc Mê trên cơ sở tách xã Đường Âm của huyện Vị Xuyên.
Ngày 13 tháng 2 năm 1987, Hội đồng Bộ trưởng ban hành Quyết định 28-HĐBT về việc chia xã Đường Âm thành hai xã là xã Đường Âm và xã Đường Hồng. Xã Đường Âm có 4.460 hécta đất với 1.907 nhân khẩu.